# 1964 en hockey sur glace
Cette page présente les éléments de hockey sur glace de l'année 1964, que ce soit d'un point de vue rencontres internationales ou championnats nationaux. Les grandes dates des différentes compétitions sont données ainsi que les décès de personnalités du hockey mondiale.

## International

### Jeux Olympiques
Aux jeux d'Innsbruck, nouvelle médaille d'or pour les soviétiques. Suivent la Suède, la Tchécoslovaquie et la Canada à égalité de points. Le classement prenant en compte la différence de buts et pas les confrontations directes, c'est le Canada qui échoue au pied du podium, pour la première fois de l'histoire des jeux.

## Autres Évènements

### Décès
- 1er août : décès à l'âge de 64 ans de Taffy Abel, joueur des Rangers de New York et des Blackhawks de Chicago[2].
- 16 septembre : décès à l'âge de 49 ans de Bobby Bauer, joueur ayant remporté deux Coupe Stanley avec les Bruins de Boston et intronisé au Temple de la renommée en 1996.
- 16 octobre : Frank Callighen.
- 2 novembre : décès à l'âge de 55 ans d'Ossie Asmundson, joueur ayant évolué pour six équipes de la LNH et champion de la Coupe Stanley avec les Rangers de New York en 1933.